# Lantdag (Österrike)
Lantdagen (ty. Landtag) är ett förbundslandsparlament i Österrike. Lantdagen väljs enligt samma principer som nationalrådet. Mandatperioden är 6 år i Oberösterreich, annars 5 år. Lantdagen kan upplösas genom eget beslut eller av förbundspresidenten på förslag av förbundsregeringen efter godkännande av förbundsrådet. Antalet ledamöter varierar från förbundsland till förbundsland beroende på förbundslandets författning. 

## Lantdagens uppgifter
Lantdagens främsta uppgifter är:
- Val av förbundslandsregeringen.
- Val av förbundslandets representanter i förbundsrådet. Valet sker enligt proportionellt valsystem, det vill säga att den politiska tillhörigheten av förbundslandets ledamöter i förbundsrådet återspeglar lantdagens politiska sammansättning. Dock gäller en minoritetsregel som säger att åtminstone en ledamot ska komma från det näst största partiet i lantdagen.
- Lagstiftning inom de områden som inte explicit ingår i förbundsstatens kompetensområde. I enlighet därmed omfattar lantdagens lagstiftningskompetens till exempel kommunalrätten, natur- och landskapskyddslagstiftningen, plan- och byggrätten, jakt- och fiskerirätten, räddningsväsen med mera. Eftersom lantdagen är ett enkammarparlament har förbundsregeringen möjlighet att lägga in ett suspensivt veto. Lantdagen är också ansvarig för förbundslandsförfattningen. Förbundslandsförfattningen får inte strida mot förbundsstatens författning. Vid meningsskiljaktigheter mellan förbundsstaten och förbundslandet angående lagstiftningskompetensen fattar författningsdomstolen beslut. Federal rätt har alltid företräde för förbundslandsrätt.
- Beslut om förbundslandets budget och förbundslandets årsredovisning.
- Kontroll av förbundslandsregeringen och –förvaltningen

## Upplösning
Lantdagen kan upplösas genom eget beslut eller av förbundspresidenten på förslag av den federala regeringen efter godkännande av förbundsrådet.